# 이타코시
이타코시(일본어: 潮来市)는 일본 이바라키현 남동부에 있는 시이다. 가스미가우라호와 히타치도네강에 둘러싸인 수향으로 유명하다. 2001년 4월 1일에 나메가타군 이타코정, 우시보리정이 합병해 시로 승격하면서 탄생했다.

## 지리
가스미가우라, 기타우라, 히타치도네강, 소토나사카우라의 물가에 둘러싸여 있고 시내에도 마에카와강이 흐르는 수향으로 남부에는 전원 지대가 펼쳐져 있어 쌀 재배가 번성하고 있다. 북부는 대지로 산림이 많이 있다.

### 인접 지자체
- 이바라키현
  - 가시마시, 이나시키시, 가미스시, 나메가타시
- 지바현
  - 가토리시

## 역사
- 2001년 - 나메가타군 이타코정이 우시보리정을 편입해 시로 승격하면서 이타코시가 성립하였다.

## 교통

### 철도
- 동일본 여객철도 가시마선

### 도로
- 기타칸토 자동차도
- 국도 제51호선
- 국도 제355호선

## 인구
| 연도 | 인구   | ±%     |
| ---- | ------ | ------ |
| 1920 | 17,385 | —      |
| 1930 | 18,453 | +6.1%  |
| 1940 | 20,007 | +8.4%  |
| 1950 | 25,516 | +27.5% |
| 1960 | 24,467 | −4.1%  |
| 1970 | 25,005 | +2.2%  |
| 1980 | 29,075 | +16.3% |
| 1990 | 30,863 | +6.1%  |
| 2000 | 31,944 | +3.5%  |
| 2010 | 30,534 | −4.4%  |
| 2020 | 27,604 | −9.6%  |

|                                              | |
| 이타코시의 전국의 연령별 인구 분포（2005년） | 이타코시의 연령·남녀별 인구 분포（2005년）                                                                                |
| ■자주색 ― 이타코시 ■녹색 ― 일본전국          | ■파랑색 ― 남자 ■빨간색 ― 여자                                                                                             |
| · 이타코시（에 해당되는 지역）의 인구추이    | |
| 일본 총무성 통계국 국세조사 결과             | |
|                                              | 이 그래프는 더 이상 지원되지 않는 레거시 그래프 확장 기능을 사용하고 있습니다. 새로운 차트 확장 기능으로 변환해야 합니다. |